# Schloss Gaienhofen
Das Schloss Gaienhofen ist ein aus einer hochmittelalterlichen Burg erbautes Schloss in Gaienhofen im Landkreis Konstanz in Baden-Württemberg. Es beherbergte von 1946 bis 2013 eine Internatsschule, heute das Schulzentrum Schloss Gaienhofen – Evangelische Schule am Bodensee.

## Lage
Das Schloss wurde auf der Halbinsel Höri in Uferrandlage am Bodensee errichtet. Die Stelle wurde dabei strategisch günstig direkt am Untersee gewählt, wo sich der Rhein zum Bodensee hin erweitert.

## Geschichte
Die Burg wurde für den Konstanzer Bischof Gebhard III. von Zähringen (1085–1110) als Jagdbesitz erbaut. Eine urkundliche Erwähnung stammt aus dem Jahr 1295, als Albrecht von Klingenberg, Reichsvogt in Konstanz, seinem Bruder Bischof Heinrich II. Burg und Dorf mit der Vogtei und weiteren Besitz übergab. Zu diesem Zeitpunkt war die Burg, wie die meisten in der Nähe liegenden, im Besitz der Herren von Klingenberg. 1311 verkaufte sie Albrecht von Klingenberg an das Bistum Konstanz, das sie bis ins 16. Jahrhundert hinein oft verpfändete. Im 15. Jahrhundert wurde die Burg Sitz bischöflicher Vögte und Obervögte. So war die Herrschaft unter anderem an Bischof Konrad von Freisingen, von Klingenberg, von Reischach und von Heuberg verpfändet.
Auf der Burg Gaienhofen residierte seit 1412 Konrad von Reischach der mit Isabella, Tochter König Jakobs III. von Mallorca, verheiratet war. Aus der Ehe mit der Königstochter ging ein Sohn, Michael, hervor. Im Zusammenhang mit dem Konstanzer Konzil (1414–1418) gaben Vater und Sohn auf Schloss Gaienhofen ein Fest. Im Anschluss an dieses Fest wurde Michael von zwei Gästen, Heinrich von Randegg und Hans von Stuben, aus unbekanntem Grund um die neunte Stunde der Nacht auf St. Bartholomäus 1417 auf der Treppe des Schlosses ermordet. Sein Vater starb ein Jahr später ohne Nachkommen.
Die Burg war mehrfach Schauplatz von Kriegshandlungen. So wurde sie im Jahr 1499 während des Schweizerkriegs von Eidgenossen besetzt. Im Bauernkrieg 1524/25 waren es aufständische Bauern und im Dreißigjährigen Krieg (1618–1648) schwedische Truppen, die die Burg besetzt hielten und das Umland plünderten. 1632 fand vor den Mauern der Burg eine Seeschlacht zwischen Kaiserlichen und Schweden statt (siehe Seekrieg auf dem Bodensee 1632–1648).
Um 1700 wurde die Burg unter Fürstbischof Marquard Rudolf von Rodt (1689–1704) barock zum Schloss ausgebaut. Das Schloss wurde „Schloss der neun Türme“ genannt, von denen allerdings nur acht lokalisiert werden konnten. Durch die Säkularisation fiel das Schloss 1803 an die Markgrafschaft Baden. 1821 kaufte es der badische Hauptmann Wilhelm Reinhard von Weiterdingen. Im Jahr 1854 wurde der letzte Turm abgebrochen.
1903 wurde das Schloss Gaienhofen an Georg von Petersenn, Professor an der Musikhochschule Berlin, verpachtet. Das 1900 in Stolpe am Wannsee gegründete Deutsche Landerziehungsheim für Mädchen (D.L.E.H.f.M.), das sich in der Konzeption an den Grundsätzen des Reformpädagogen Hermann Lietz orientiert, wurde 1904 nach Gaienhofen verlegt. Der Gründung durch Bertha von Petersenn lag die Idee zugrunde, Mädchen durch eine vielseitige Ausbildung zu Selbstständigkeit und Berufstätigkeit zu befähigen. Das D.L.E.H.f.M. wurde von deren Tochter Jutta von Petersenn geleitet. 1906 kaufte Georg von Petersenn das Schloss, 1911 heiratete seine Tochter Hermann Lietz. Unter der Leitung von Alfred Andreesen ließen die Beziehungen der D.L.E.H.f.M. zum Landerziehungsheim für Mädchen in Gaienhofen zunehmend nach. Am 8. Juni 1925 kam es zu einem schweren Brand im Schloss. Das ausgebrannte Landerziehungsheim wurde danach wieder aufgebaut und nach dem Verkauf an Elisabeth Müller aus Flensburg bis 1944 weitergeführt. Erst 1933 wurde der erste Junge in das bisher nur von Mädchen besuchte Internat aufgenommen. In den Kriegswirren des Zweiten Weltkriegs gab es keinen geregelten Schulunterricht.
Im Jahr 1946, ein Jahr nach Kriegsende, wurde durch Bestrebungen des Konstanzer Pfarrers Hermann Senges und des Konstanzer Dekans Friedrich Mono der Schulverein der Evangelischen Internatsschule (heute Schulstiftung der Evangelischen Landeskirche in Baden) gebeten, die Trägerschaft und Verantwortung für das Internat zu übernehmen – die Evangelische Internatsschule Schloss Gaienhofen war gegründet. 1952 erwarb die Evangelische Landeskirche das Schloss.
Der Evangelischen Internatsschule diente das zu diesem Zweck mehrfach veränderte und um neue Bauten ergänzte Schloss als Internatshaus für Mädchen. Das Internat wurde im Sommer 2013 geschlossen.

## Heutige Nutzung
Im Schloss befinden sich multifunktional nutzbare Räume, die von der Schule und deren Verwaltung genutzt werden.
Das Schloss Gaienhofen und der Uferabschnitt sind nicht öffentlich zugänglich.